# Püsyan
Püsyan är en ort i Azerbajdzjan.   Den ligger i distriktet Nachitjevan, i den sydvästra delen av landet, 400 km väster om huvudstaden Baku. Püsyan ligger 798 meter över havet och antalet invånare är 3 679.
Terrängen runt Püsyan är platt åt sydväst, men åt nordost är den kuperad. Närmaste större samhälle är Qarabağlar, 14,6 km öster om Püsyan.
Trakten runt Püsyan består i huvudsak av gräsmarker. Runt Püsyan är det ganska glesbefolkat, med 48 invånare per kvadratkilometer.